# オノ・ナツメ
オノ・ナツメ（1977年7月9日 - ）は、日本の漫画家。女性。別名義にbassoがある。

## 来歴
高校卒業後、社会人の時に小野夏芽名義で同人活動を開始。2001年にイタリアで10か月の語学留学を経験。帰国後、2003年にウェブコミック雑誌『COMIC SEED!』11月号（ぺんぎん書房）に掲載の「LA QUINTA CAMERA（ラ・クインタ・カーメラ）」でデビュー。2005年から『マンガ・エロティクス・エフ』（太田出版）で連載した「リストランテ・パラディーゾ」で注目を集める。また、basso名義でボーイズラブ作品も手掛けている。

## 人物・作風
作品によって頭身を描き分けながら、外国（イタリア）を舞台とした作品から江戸時代を描く時代劇やSF、ボーイズラブ系まで幅広いジャンルを手掛ける。作品ごとに微妙に使い分けるが鼻を実物通りの大きさにして明確な主線で描写する絵柄には外国のマンガやアートの影響が強くみられ、まるで外国映画を見るようなアダルトな雰囲気やテンポの作風。
眼鏡好きを公言。沖縄サミットのテレビ生中継で当時のイタリア首相ジュリアーノ・アマートの老眼鏡姿に一目ぼれしたことをきっかけに、老眼鏡の壮年男性を作品中で取り扱うようになる。
えすとえむと友人関係にあり、ともに酒好きである。

## 作品リスト

### 漫画作品

#### オノ・ナツメ名義
- LA QUINTA CAMERA（2003年11月号 - 2004年4月号、『COMIC SEED!』、ぺんぎん書房）
  - LA QUINTA CAMERA 〜5番目の部屋〜（小学館、全1巻）
- not simple 1（2004年9月号 - 2005年11月号、COMIC SEED!、ぺんぎん書房）
  - not simple（小学館、全1巻）
- リストランテ・パラディーゾ（2005年5月vol.33 - 2006年3月vol.38、『マンガ・エロティクス・エフ』、太田出版、全1巻）
- さらい屋 五葉（2006年1月号 -2010年9月号 、『月刊IKKI』、小学館、全8巻）
- Danza（2006年 - 2007年、『モーニング2』、講談社、全1巻）
- GENTE〜リストランテの人々〜（2006年9月vol.41 - 、『マンガ・エロティクス・エフ』、太田出版、全3巻）
- COPPERS（2008年 - 2009年、『モーニング2』、講談社、シーズン1全2巻）
- オノ・ナツメ初期短編集 TESORO テゾーロ（2008年4月、小学館、全1巻）
- つらつらわらじ（2009年 - 2012年、『モーニング2』、講談社、全5巻）
- 逃げる男（2010年 - 2011年、『マンガ・エロティクス・エフ』、太田出版、全1巻）
- GBパーク（2011年 - 2013年、『まんがライフオリジナル』、竹書房、全1巻）
- ふたがしら（2011年 - 2016年、『月刊IKKI』→『ヒバナ』、小学館、全7巻）
- 子連れ同心（2013年1月4日 - 2014年6月6日、『WEBイキパラCOMIC』、小学館、全1巻）
- グッバイ シガレット（2013年、『月刊ビッグガンガン』、スクウェア・エニックス、『シガレットアンソロジー メンソール』収録）[5]
- ACCA13区監察課（2013年 - 2016年、『月刊ビッグガンガン』、スクウェア・エニックス、全6巻）
  - ACCA13区監察課 P.S.（2016年 - 2017年、『月刊ビッグガンガン』、スクウェア・エニックス、全2巻）
  - ACCA13区監察課 外伝 ポーラとミシェル（2017年、スクウェア・エニックス、全1巻）
- レディ&オールドマン（2015年 - 2019年、『ウルトラジャンプ』、集英社、全8巻）
- どこかでだれかも食べている（2016年 - 、『コミックエッセイルーム』、文藝春秋）
- ハヴ・ア・グレイト・サンデー（2016年 - 2020年、『モーニング2』、講談社、全4巻）
- BADON（2019年Vol.2[6] - 2024年Vol.04[7]、『月刊ビッグガンガン』、スクウェア・エニックス、全9巻）
- 僕らが恋をしたのは（2021年8月号[8] - 2023年5月号[9]、『Kiss』、講談社、全4巻）
- THE GAMESTERS －ザ・ゲームスターズ－（2022年5号[10] - 、『月刊モーニングtwo』、講談社、既刊5巻） - 連載前発表タイトルは「その男、老獪につき。」[11]

#### basso名義
- クマとインテリ（2005年5月、茜新社、ISBN 4-87182-760-7）
- amato amaro（2007年6月、茜新社、ISBN 4-87182-919-7）
- Gad Sfortunato（2009年6月、茜新社、ISBN 4-86349-080-1）
- アルとネーリとその周辺（2011年2月、茜新社、ISBN 4-86349-206-5）
- ナカさんのながれ（2012年3月、茜新社、ISBN 4-86349-284-7）

### イラスト
- のぼうの城（2007年11月28日、小学館、著：和田竜、表紙イラスト）
- ゴロツキはいつも食卓を襲う フード理論とステレオタイプフード50（2012年4月12日、太田出版、著：福田里香、挿画）
  - 文庫版 - 物語をおいしく読み解く フード理論とステレオタイプ50（2024年1月4日、文藝春秋）

### アニメ
- ロノー先生の悪魔な神授業（2020年、キャラクターデザイン原案[12][13]）

### 展覧会
- オノ・ナツメ展（2019年9月28日 - 12月22日、横手市増田まんが美術館）[14]

### メディアミックス
TVアニメ
- リストランテ・パラディーゾ（2009年4月 - 6月、フジテレビ）
- さらい屋五葉（2010年4月 - 7月、フジテレビ）
- ACCA13区監察課（2017年1月 - 3月、TOKYO MX）

TVドラマ
- ふたがしら（2015年6月 - 7月、WOWOW）主演：松山ケンイチ・早乙女太一
- ふたがしら2（2016年9月 - 10月、WOWOW）

CM
- 四国電力 BADON×四国電力「電気の引越しキャンペーン」（2022年2月1日 - ）

舞台
- 舞台「ACCA13区監察課」（2017年11月3日 - 12日、品川クラブeX）主演：荒木宏文